# AIDC F-CK-1
Die AIDC F-CK-1 Ching-Kuo (chinesisch 經國號戰機 / 经国号战机, Pinyin Jīngguó hào zhànjī), allgemein auch bekannt als Indigenous Defense Fighter, Abk.: IDF, ist ein Jagdbomber der taiwanischen Luftwaffe aus heimischer Produktion.

## Geschichte
Die Ching-Kuo wurde entwickelt, um die veralteten Flugzeugmuster F-5 Tiger und F-104 Starfighter zu ersetzen. Ursprünglich war geplant, die F-20 Tigershark zu beschaffen, was aber aufgrund des US-Waffenembargos nicht möglich war. So entschloss sich die taiwanische Regierung, ein eigenes Jagdflugzeug zu entwickeln, womit die AIDC (Aerospace Industrial Development Corporation) beauftragt wurde. Da der Transfer von Technologien nicht dem Embargo unterstand, floss in das Flugzeug US-Technologie ein. Daher ähnelt das Flugzeug den Jagdbombern F-16 Fighting Falcon und F/A-18 Hornet. Weitere Firmen, die bei der Entwicklung halfen, waren General Dynamics, Garret und Westinghouse. Die Firma General Dynamics entwickelte das Flugwerk, Garret das Triebwerk und Westinghouse das Radar. Das Radar der F-20, das AN/APG-67, hat ungefähr die gleiche Leistung wie das AN/APG-66 der F-16 A. Im Cockpit befinden sich Multifunktionsdisplays (MFD), ein Head-up-Display (HUD) und seitliche Steuerelemente, die mit HOTAS ausgestattet sind. HOTAS ermöglicht es dem Piloten, alle Funktionen vom Steuerknüppel sowie vom Schubhebel aus zu bedienen. Das digitale Fly-by-Wire-System ist dreifach redundant, das Hydrauliksystem mit 214 bar Druck zweifach redundant. Der Erstflug des mit Kohlenstoffbremsscheiben ausgestatteten Flugzeuges erfolgte am 25. Mai 1989.
Das Flugzeug hat eine Steigrate von 254 m/s auf Meereshöhe, eine Leistung, die von kaum einem anderen Flugzeugmuster in derselben Preisklasse erreicht wird.
Ursprünglich war die Beschaffung von 260 Flugzeugen, inklusive einiger zweisitziger Trainer, geplant. Ersatzweise wurden F-16 Fighting Falcons aus den USA und Mirage 2000-5 aus Frankreich gekauft. Die Beschaffung beider Muster stieß auf großen Widerstand der Volksrepublik China, die darin eine Bedrohung sah.
Die erste Staffel wurde 1993 aufgestellt.

## Versionen
- F-CK-1A: Einsitziges Serienmodell
- F-CK-1B: Doppelsitziger Trainer
- F-CK-1C: Modernisierte Variante mit neuem Computer, verbessertem Radar und weiteren Änderungen
- F-CK-1D: Modernisierter doppelsitziger Trainer

## Technische Daten
| Kenngröße                | Daten der F-CK-1 C/D                                                                                           |
| ------------------------ | --- |
| Länge                    | 14,21 m |
| Spannweite               | 8,53 m |
| Flügelfläche             | 24,20 m² |
| Flügelstreckung          | 3,01 |

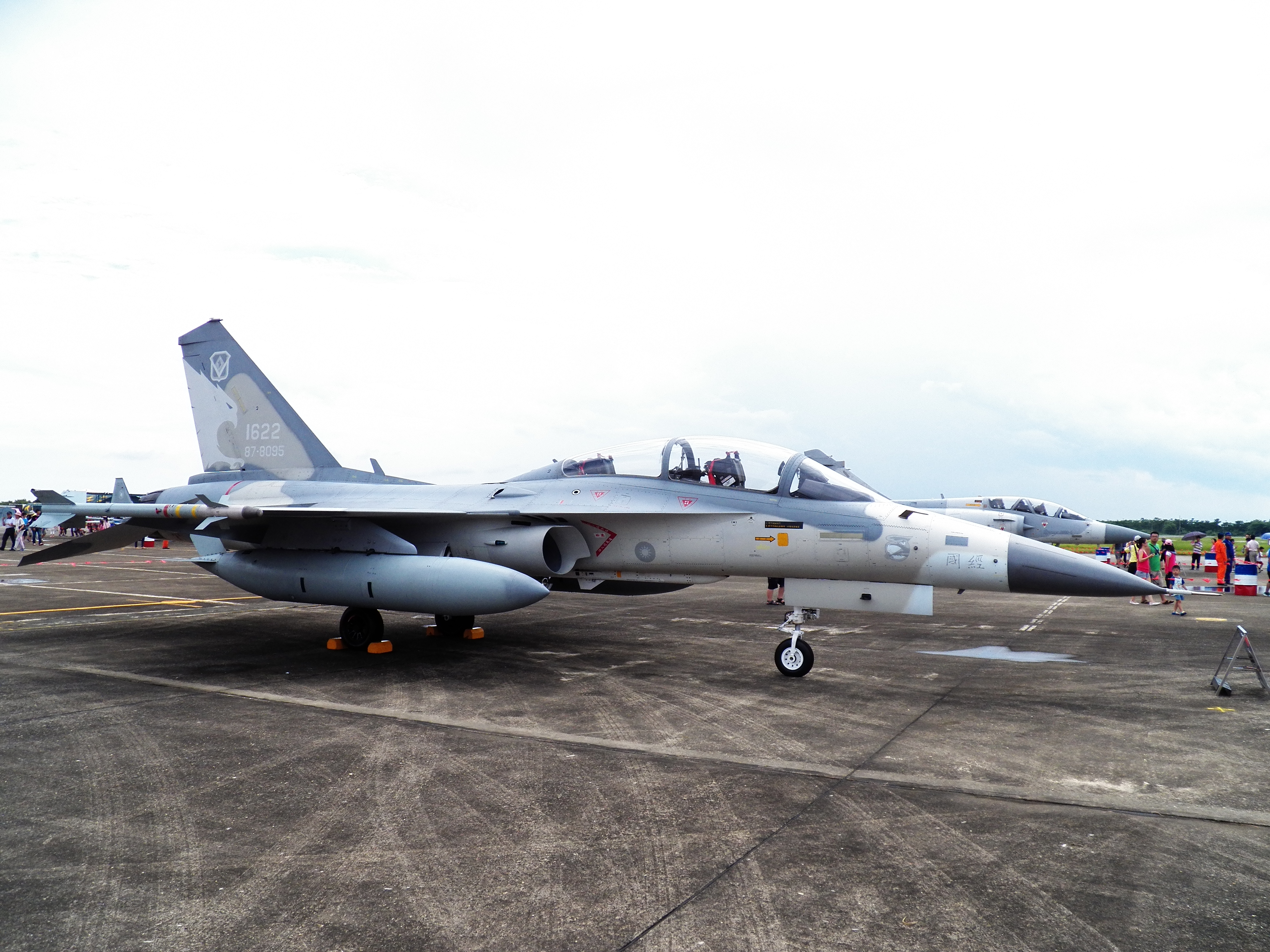
F-CK-1B – Trainerversion, 2012

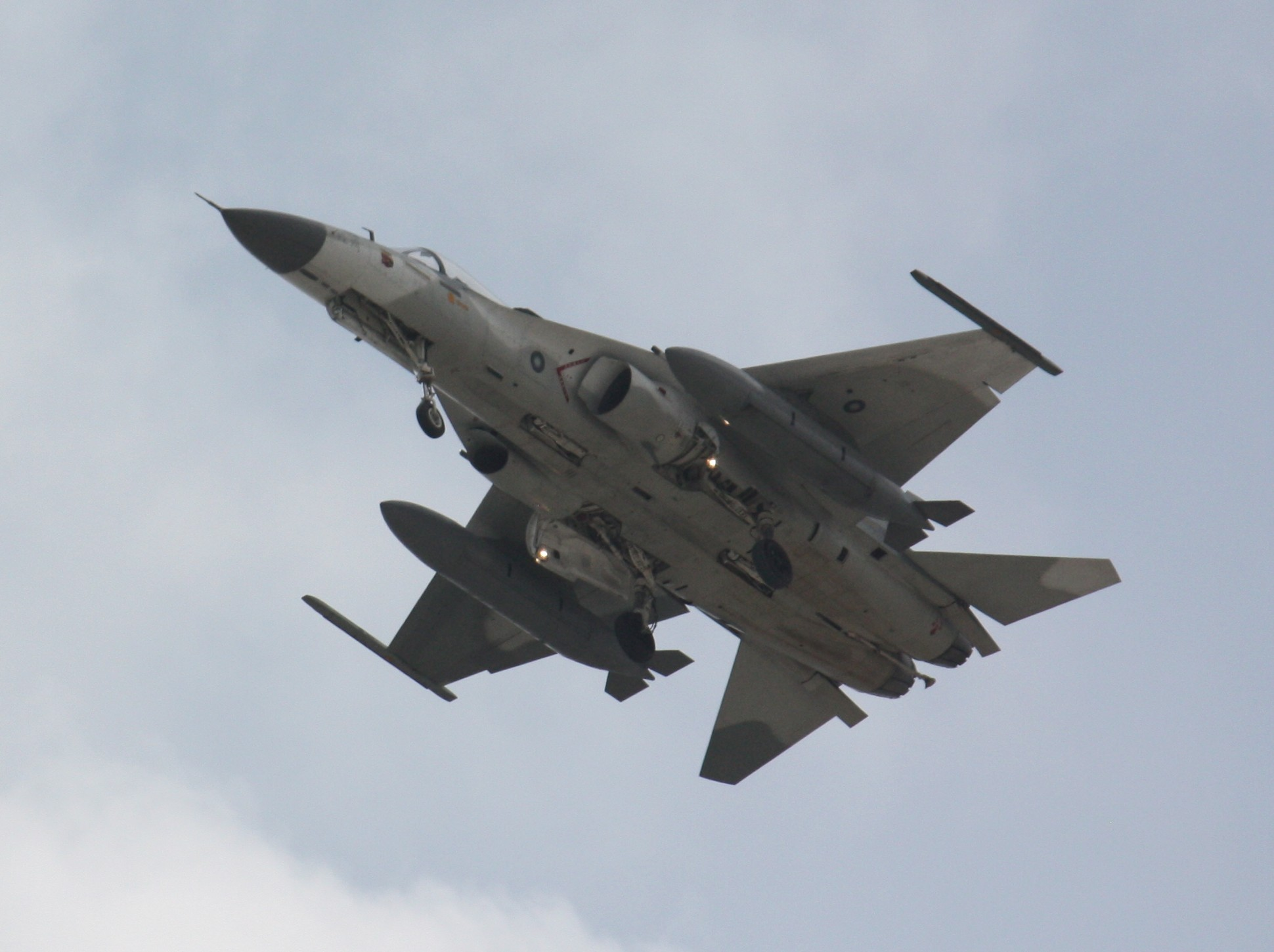
F-CK-1 mit Abwurftanks, Tainan 2010

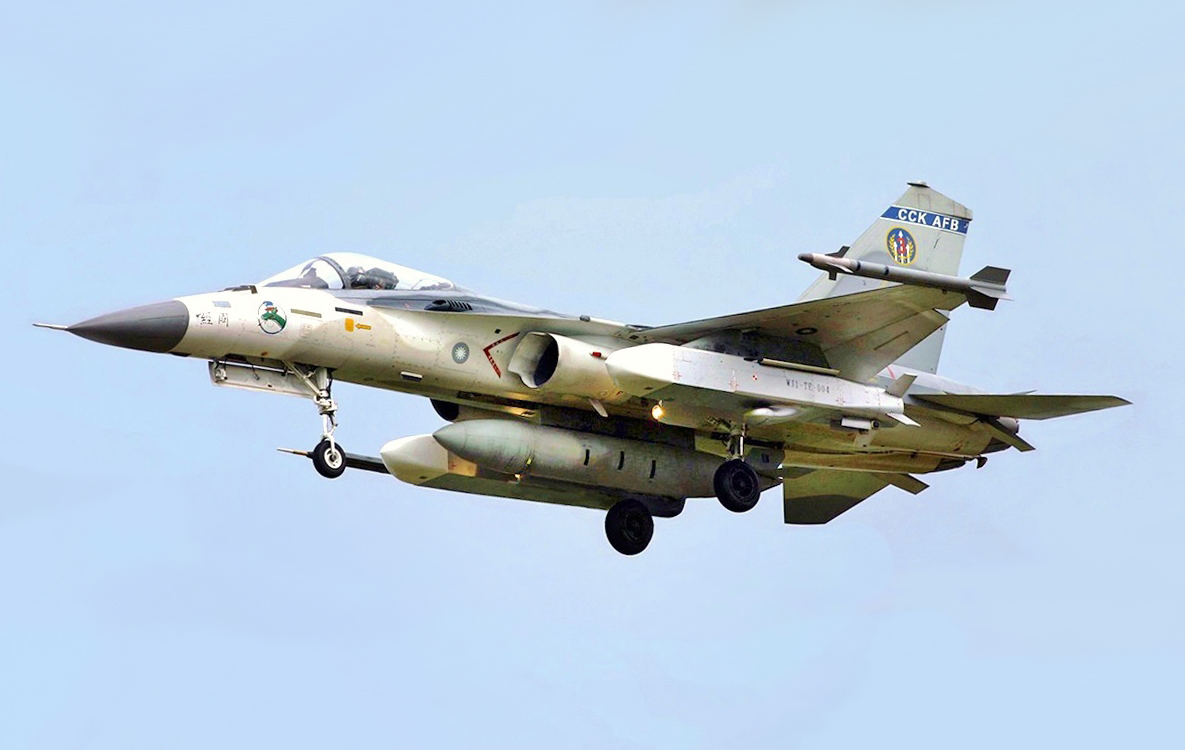
F-CK-1 mit zwei Luft-Boden-Marschflugkörper Wanchien (萬劍彈), 2013

| Tragflächenbelastung     | - minimal (Leermasse) 268 kg/m² - nominal (normale Startmasse) 394 kg/m² - maximal (max. Startmasse) 506 kg/m² |
| Höhe                     | 4,42 m |
| Leermasse                | 6.486 kg |
| normale Startmasse       | 9.525 kg |
| max. Startmasse          | 12.247 kg |
| Treibstoffkapazität      | 2.520 l (intern)                                                                                               |
| g-Limits                 | −3/+9 g |
| Höchstgeschwindigkeit    | - in 10.975 m Flughöhe: Mach 1,7 - auf Meereshöhe: Mach 1,05                                                   |
| Dienstgipfelhöhe         | 16.760 m |
| max. Steigrate           | 254 m/s |
| Einsatzradius            | ca. 1.100 km                                                                                                   |
| Triebwerk                | zwei ITEC TFE1042-70-Mantelstromtriebwerke                                                                     |
| Schubkraft               | - mit Nachbrenner: 2× 42,28 kN - ohne Nachbrenner: 2× 26,98 kN                                                 |
| Schub-Gewicht-Verhältnis | - maximal (Leermasse): 1,33 - nominal (normale Startmasse): 0,9 - minimal (max. Startmasse): 0,7               |

### Bewaffnung
- 20-mm-Bordkanone M61A1
- Luft-Luft-Raketen AIM-9 Sidewinder kurzer Reichweite
- eigenentwickelte Luft-Luft-Raketen Tien Chien I und Tien Chien II mittlerer Reichweite
- lasergelenkte Bomben
- Streubomben
- Anti-Schiff-Raketen Male Bee II
- diverse andere Präzisionsmunition und weiteres Zubehör